# 卡梅洛·弗洛雷斯·羅拉
卡梅洛·弗洛雷斯·羅拉（Carmelo Flores Laura，1890年/1906年7月16日—2014年6月9日），為玻利維亞未經證實的人瑞。當地警方向記者展示了警察身份證和民事登記處的入境紀錄，表明他在1890年7月16日出生，如果出生日期是準確的，他會是迄今所知最長壽的人瑞。目前並無任何其他國際機構已經驗證他的說法，包含金氏世界紀錄。根據老人学研究组织（Gerontology Research Group）資料和他的洗禮記錄，弗洛雷斯·羅拉實際上他的年齡是107歲，而不是123歲。弗洛雷斯本人認為自己可能是100歲以上老年人。